# Cresconio II (obispo de Iria Flavia)
Cresconio fue obispo de Iria y Santiago de Compostela durante el siglo XI.

## Defensa del Reino de Galicia
En el contexto de la lucha entre el que sería Fernando I de León y el rey Vermudo III, Galicia fue arrasada por la invasión normanda del conde danés Ulf. Cresconio reunió un ejército y, asumiendo el liderazgo de la nobleza gallega, derrotó a los vikingos hasta su expulsión. Fortificó el Castellum Honesti, hoy Torres de Oeste en Catoira, con el fin de bloquear futuras invasiones por la ría de Arosa.
Edificó, asimismo, con idéntica finalidad la muralla de Santiago de Compostela. En las sagas escandinavas Jacobsland (país de Santiago) era el nombre que recibía el reino de Galicia. Su carácter de ciudad santa estimulaba la avidez por apoderarse de sus tesoros.

## Engrandecimiento de Santiago de Compostela
Cresconio procuró el engrandecimiento de la diócesis de Iria Flavia-Santiago. Como receptora de la tumba de Santiago Apóstol, entendía que le correspondía un lugar prominente entre los reinos de la cristiandad occidental. Se titulaba Episcopus Iriensis et Apostolicae Sedis.
La autoproclamación de Santiago como sede apostólica, estando reciente el cisma de Oriente con Constantinopla, provocó la reacción de Roma. El Papa León IX reaccionó contra el episcopus galliciensis y el concilio de Reims de 1049 lo excomulgó. Sin embargo, Cresconio siguió utilizando el título de obispo de la sede apostólica.

## Organización eclesial
En 1056 presidió el Concilio de Compostela donde prohibió el uso de armas a los clérigos, y obligó a que estos se separaran de sus mujeres. Ordenó la apertura de escuelas en las iglesias y combatió las supersticiones galaicas de raíz prerromana.
Los obispos de Lugo, Dumio, Oviedo y Oporto reconocían su autoridad. Fue preceptor de Pelayo, quien sería nombrado obispo de León en 1065.

## Figura política
Fue hombre de confianza de Fernando I, por quien fue muy favorecido cuando éste se hizo con el territorio de Galicia. Educó a su hijo García de Galicia, a quien coronó como monarca del Reino de Galicia a la muerte de su padre.
En su doble vertiente de obispo y gobernante, luchó contra el cohecho de los jueces y contra la corrupción en todas sus formas.